# Cédric Kipré
Cédric Kipré, né le 9 décembre 1996 à Paris, est un footballeur franco-ivoirien qui évolue au poste de défenseur central à Ipswich Town.

## Biographie

### En club
Formé au Paris Saint-Germain, Cédric Kipré rejoint Leicester City en 2014, à l'âge de 18 ans.
En septembre 2015, il est prêté pour un mois à Corby Town, qui évolue en National League North. Il évolue pendant trois saisons au sein des équipes de jeunes du club anglais, avant de s'engager pour un an avec le Motherwell FC, pensionnaire de Scottish Premier League, le 5 juillet 2017.
Dix jours plus tard, il participe à sa première rencontre avec le club écossais lors d'un match de Coupe de la Ligue écossaise contre le Queen's Park FC (victoire 1-5). Le 23 août 2017, soit un mois et demi après son arrivée, Kipré prolonge son contrat jusqu'en 2019. Titulaire tout au long de la saison avec Motherwell, Kipré prolonge de nouveau son contrat d'un an en avril 2018. Le 28 avril 2018, Cédric Kipré inscrit son premier but sous le maillot de Motherwell à l'occasion d'un match de championnat face au Dundee FC (victoire 2-1).
Kipré conclut sa première saison avec Motherwell en ayant pris part à quarante-neuf matchs toutes compétitions confondues, atteignant la finale de la Coupe d'Écosse, perdue contre le Celtic FC (2-0).
Le 3 août 2018, Kipré est recruté par Wigan Athletic, qui lui fait signer un contrat de trois saisons. Il reste deux saisons dans le club anglais, au cours desquelles il participe à 77 matchs toutes compétitions confondues.
Le 4 septembre 2020, il s'engage pour quatre ans avec West Bromwich Albion, promu en Premier League.
Le 1er février 2021, juste avant la fin du mercato hivernal, Cédric Kipré est prêté 6 mois sans option d'achat au Sporting de Charleroi, en Belgique, afin d'obtenir plus de temps de jeu.

### En sélection
Né en France de parents ivoiriens, Cédric Kipré est éligible pour porter le maillot des deux nations. Le 22 mars 2018, il est sélectionné pour la première fois en équipe de Côte d'Ivoire. Mis à la disposition des moins de vingt-trois ans, Kipré participe à la victoire des Élephants de cette catégorie face au Togo (5-0) le 27 mars suivant.

## Statistiques
| Saison                | Club                  | Championnat             | Championnat | Championnat | Coupe(s) nationale(s) | Coupe(s) nationale(s) | Compétition(s) continentale(s) | Compétition(s) continentale(s) | Compétition(s) continentale(s) | Total | Total |
| Saison                | Club                  | Division                | M.          | B.          | M.                    | B.                    | Comp.                          | M.                             | B.                             | M.    | B.    |
| 2017-2018             | Motherwell FC         | Scottish Premier League | 36          | 1           | 13                    | 0                     | -                              | -                              | -                              | 49    | 1     |
| 2018-2019             | Motherwell FC         | Scottish Premier League | -           | -           | 3                     | 0                     | -                              | -                              | -                              | 3     | 0     |
| Sous-total            | Sous-total            | Sous-total              | 36          | 1           | 16                    | 0                     | -                              | -                              | -                              | 52    | 1     |
| 2018-2019             | Wigan Athletic        | Championship            | 38          | 0           | 2                     | 0                     | -                              | -                              | -                              | 40    | 0     |
| 2019-2020             | Wigan Athletic        | Championship            | 36          | 2           | 1                     | 0                     | -                              | -                              | -                              | 37    | 2     |
| Sous-total            | Sous-total            | Sous-total              | 74          | 2           | 3                     | 0                     | -                              | -                              | -                              | 77    | 2     |
| 2020-2021             | West Bromwich Albion  | Premier League          | -           | -           | 3                     | 0                     | -                              | -                              | -                              | 3     | 0     |
| 2021-2022             | West Bromwich Albion  | Championship            | 15          | 1           | 2                     | 0                     | -                              | -                              | -                              | 17    | 1     |
| 2023-2024             | West Bromwich Albion  | Championship            | 46          | 3           | 2                     | 0                     | -                              | -                              | -                              | 48    | 3     |
| Sous-total            | Sous-total            | Sous-total              | 61          | 4           | 7                     | 0                     | -                              | -                              | -                              | 68    | 4     |
| 2020-2021             | Charleroi SC (prêt)   | Jupiler Pro League      | 5           | 0           | -                     | -                     | -                              | -                              | -                              | 5     | 0     |
| 2022-2023             | Cardiff City (prêt)   | Championship            | 42          | 3           | 1                     | 0                     | -                              | -                              | -                              | 43    | 3     |
| 2024-2025             | Stade de Reims        | Ligue 1                 | 28+2        | 0+1         | 4                     | 1                     | -                              | -                              | -                              | 34    | 2     |
| Total sur la carrière | Total sur la carrière | Total sur la carrière   | 248         | 11          | 31                    | 1                     | -                              | -                              | -                              | 279   | 12    |

## Palmarès

### En club
Cédric Kipré est finaliste de la Coupe d'Écosse en 2018 avec le Motherwell FC après avoir été finaliste de la Coupe de la ligue en 2017.
Il est également finaliste de la Coupe de France en 2025 avec le Stade de Reims.
| Motherwell FC                                                              | Stade de Reims                       |
| -------------------------------------------------------------------------- | ------------------------------------ |
| - Coupe d'Écosse - Finaliste : 2018 - Coupe de la ligue - Finaliste : 2017 | - Coupe de France - Finaliste : 2025 |